# Fusinus colus
Espèce
Fusinus colus est une espèce de mollusques gastéropodes marins de la famille des Fasciolariidae.

## Description et caractéristiques
La coquille de ce mollusque atteint 20 cm à l'âge adulte. 

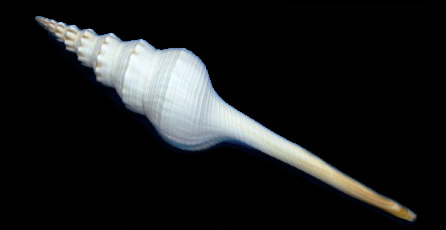

## Habitat et répartition
On trouve cette espèce dans l'océan Indien et l'ouest de l’océan Pacifique, entre la surface et 40 m de profondeur.

## Source
- Arianna Fulvo et Roberto Nistri (2005). 350 coquillages du monde entier. Delachaux et Niestlé (Paris) : 256 p.  (ISBN 2-603-01374-2)